# پرزبان گوش‌بلوطی
پرزبان گوش‌بلوطی (نام علمی: Pteroglossus castanotis) نام یک گونه از سرده پرزبان است.